# هنری دی. ساهاکیان
هنری دی. ساهاکیان ( انگلیسی: Henry D. Sahakian؛ ۴ فوریهٔ ۱۹۳۷ – ۲۳ فوریهٔ ۲۰۲۱) کارآفرین ارمنی‌تبار اهل ایالات متحده آمریکا بود. وی بنیانگذار Uni-Mart بود.

## زندگی‌نامه
وی در ۴ فوریهٔ ۱۹۳۷ در تبریز به دنیا آمد وی در ۱۹۵۶ به ایالات متحده آمریکا نقل مکان نمود. هنری در رشته مهندسی مکانیک از دانشگاه ایالتی پنسیلوانیا فارغ‌التحصیل گشت.  وی در ۲۳ فوریهٔ ۲۰۲۱ در سن ۸۴ سالگی در استیت کالج درگذشت